# Línea 10 (Salamanca de Transportes)
La línea 10 de la red de Autobuses urbanos de Salamanca une el Barrio de Puente Ladrillo con el barrio de Vistahermosa, pasando por el Complejo Hospitalario de Salamanca

## Características
La línea 10 enlaza el barrio de Puente Ladrillo y Vistahermosa en aproximadamente 30 minutos. En su recorrido, pasa por el Complejo Hospitalario de Salamanca, uniendo ambos extremos con éste.
Esta línea comenzó a dar servicio en el año 1999 con el recorrido Crespo Rascón - Vistahermosa, si bien posteriormente se cambió su denominación a Puerta Zamora - Vistahermosa. En el año 2007 su recorrido se vio ampliado pasando a realizar el que se encuentra en vigor hasta Puente Ladrillo. Además, esta línea cuenta con la peculiaridad de contar con otra sublínea, a efectos internos numerada 28 que realiza refuerzos desde la parada situada en la avenida de Mirat, 22 y hasta la parada situada enfrente en hora punta, característica que comparte con la línea 13
En junio de 2023, coincidiendo con la nueva concesión del servicio de transporte público de la ciudad de Salamanca, se decide cambiar de denominación la línea pasando de la anterior Los Toreses - Vistahermosa a la actual Puente Ladrillo - Vistahermosa pese a que no ha visto variado su recorrido. La línea 4 ha sufrido este mismo cambio de denominación al compartir cabecera con la línea 10.
Al igual que el resto de las líneas urbanas de la ciudad de Salamanca, está operada por Salamanca de Transportes, perteneciente a Grupo Ruiz.

### Frecuencias
| Lunes a viernes laborables |                |
| de 7:20 a 22:40            | cada 20-30 min |
| Sábados laborables         |                |
| de 8:20 a 22:40            | cada 20-30 min |
| Domingos y festivos        |                |
| de 9:45 a 22:45            | cada 30 min    |

| Lunes a viernes laborables |                |
| de 7:10 a 22:30            | cada 20-30 min |
| Sábados laborables         |                |
| de 8:10 a 22:30            | cada 20-30 min |
| Domingos y festivos        |                |
| de 9:45 a 22:45            | cada 30 min    |

NOTA: La última expedición en sentido Vistahermosa finaliza todos los días en la parada del paseo de San Vicente, 106. La última expedición en sentido Puente Ladrillo finaliza los domingos en la parada del paseo de San Vicente, 101.

## Recorrido y paradas

### Sentido Vistahermosa
NOTA: La última expedición finaliza todos los días en la parada señalada en amarillo.
| Código | Parada                                 | Común con      | Otros                                 |
| ------ | -------------------------------------- | -------------- | ------------------------------------- |
| 309    | Calle de los Toreses, 17               | 4              |                                       |
| 311    | Calle Santiago Madrigal, s/n           |                |                                       |
| 171    | Calle Santiago Madrigal, s/n           |                |                                       |
| 58     | Carretera de Aldealengua, 43           |                | Transporte Metropolitano de Salamanca |
| 59     | Calle Colombia, s/n                    |                | Transporte Metropolitano de Salamanca |
| 60     | Calle Colombia, 19                     |                |                                       |
| 61     | Avenida de los Comuneros, 127          |                |                                       |
| 62     | Avenida de los Comuneros, 77           |                | Transporte Metropolitano de Salamanca |
| 2      | Paseo de la Estación, 29               | 1 11           |                                       |
| 3      | Plaza de España, 7                     | 1 11           | Transporte Metropolitano de Salamanca |
| 33     | Avenida de Mirat, 22                   | 2 6 9 11 13    |                                       |
| 34     | Plaza de Gabriel y Galán               | 6 11 13        | Transporte Metropolitano de Salamanca |
| 35     | Paseo de Carmelitas, 94                | 5 6 11         |                                       |
| 36     | Paseo de San Vicente, 106              | 4 5 6 11 14 15 | Transporte Metropolitano de Salamanca |
| 335    | Paseo de San Vicente, s/n              | 4 6 14 15      |                                       |
| 37     | Paseo del Desengaño, s/n               | 6 14           |                                       |
| 49     | Avenida del Puente Sánchez Fabrés, s/n |                |                                       |
| 219    | Calle Guarda, frente 42                |                |                                       |
| 231    | Cale Río Mondego, frente 61            |                |                                       |
| 233    | Calle La Beira, 12                     |                |                                       |
| 278    | Calle La Beira, 50                     |                |                                       |

### Sentido Puente Ladrillo
NOTA: La última expedición los domingos finaliza en la parada señalada en amarillo.
| Código | Parada                                 | Común con      | Otros                                 |
| ------ | -------------------------------------- | -------------- | ------------------------------------- |
| 278    | Calle La Beira, 50                     |                |                                       |
| 220    | Calle Ramón de Mesonero Romanos, 43    |                |                                       |
| 232    | Calle Emilio Salcedo, 3                |                |                                       |
| 218    | Calle Almeida, frente 15               |                |                                       |
| 234    | Calle Guarda, 42                       |                |                                       |
| 216    | Avenida del Puente Sánchez Fabrés, s/n |                |                                       |
| 38     | Paseo del Desengaño, s/n               | 4 6 14         | Transporte Metropolitano de Salamanca |
| 334    | Paseo de San Vicente, s/n              | 4 6 14         |                                       |
| 39     | Paseo de San Vicente, 101              | 4 5 6 11 14 15 | Transporte Metropolitano de Salamanca |
| 40     | Paseo de Carmelitas, 85                | 5 6 11         |                                       |
| 41     | Avenida de Mirat, 43                   | 2 6 911 13     | Transporte Metropolitano de Salamanca |
| 42     | Avenida de Mirat, 13                   | 2 6 911 13     |                                       |
| 50     | Plaza de España, s/n                   |                | Transporte Metropolitano de Salamanca |
| 51     | Avenida de los Comuneros, frente 35    |                | Transporte Metropolitano de Salamanca |
| 52     | Avenida de los Comuneros, 20-26        |                |                                       |
| 53     | Avenida de los Comuneros, 68           |                | Transporte Metropolitano de Salamanca |
| 54     | Calle Colombia, 26                     |                |                                       |
| 55     | Calle Colombia, 42                     |                |                                       |
| 312    | Calle Ricardo Pérez Fernández, s/n     |                |                                       |
| 170    | Calle Santiago Madrigal, s/n           |                |                                       |
| 310    | Calle Santiago Madrigal, s/n           |                |                                       |
| 309    | Calle de los Toreses, 17               | 4              |                                       |